# ロイヤルオンタリオ博物館

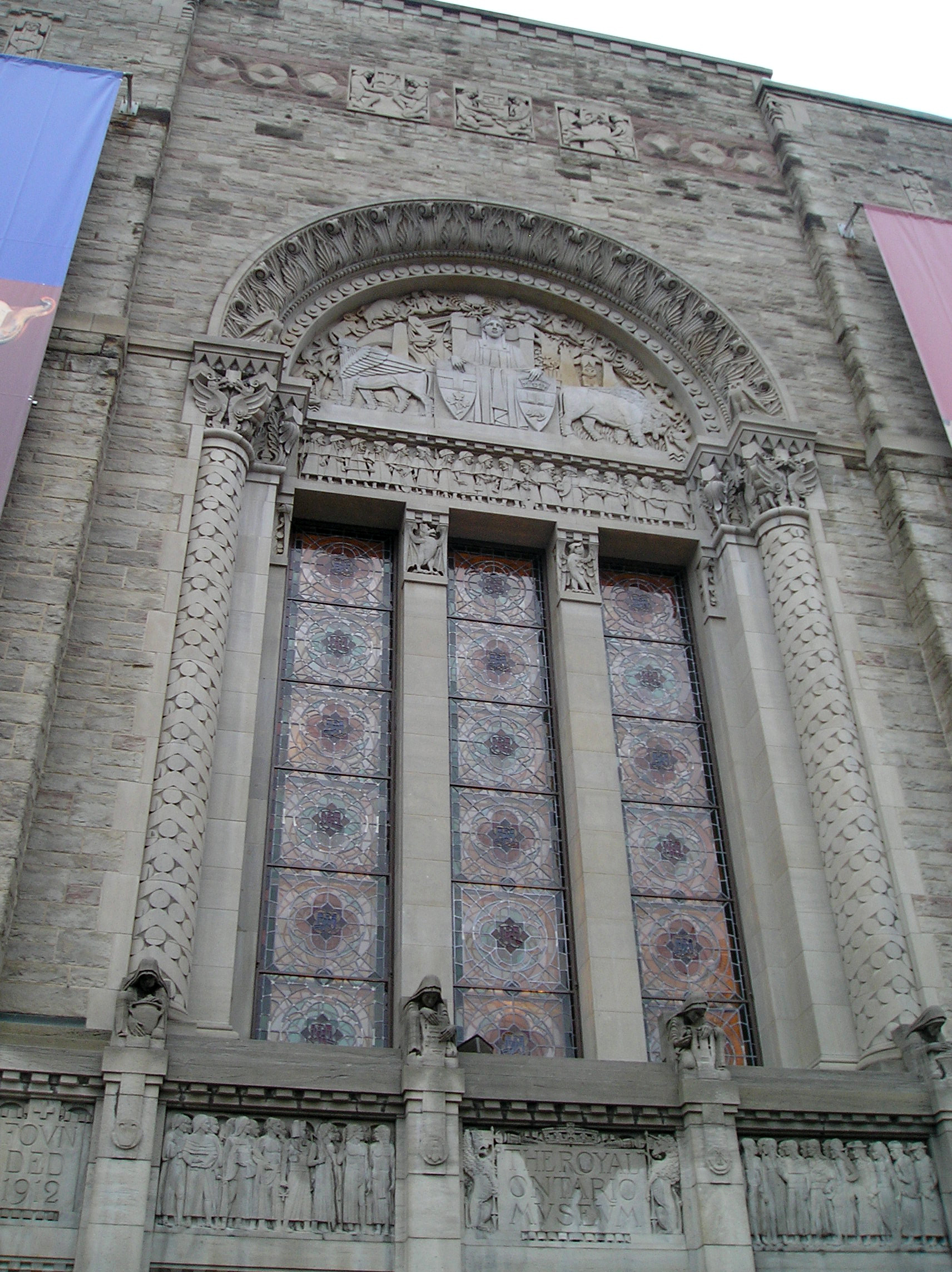
1933年に建てられた、ロイヤル・オンタリオ博物館

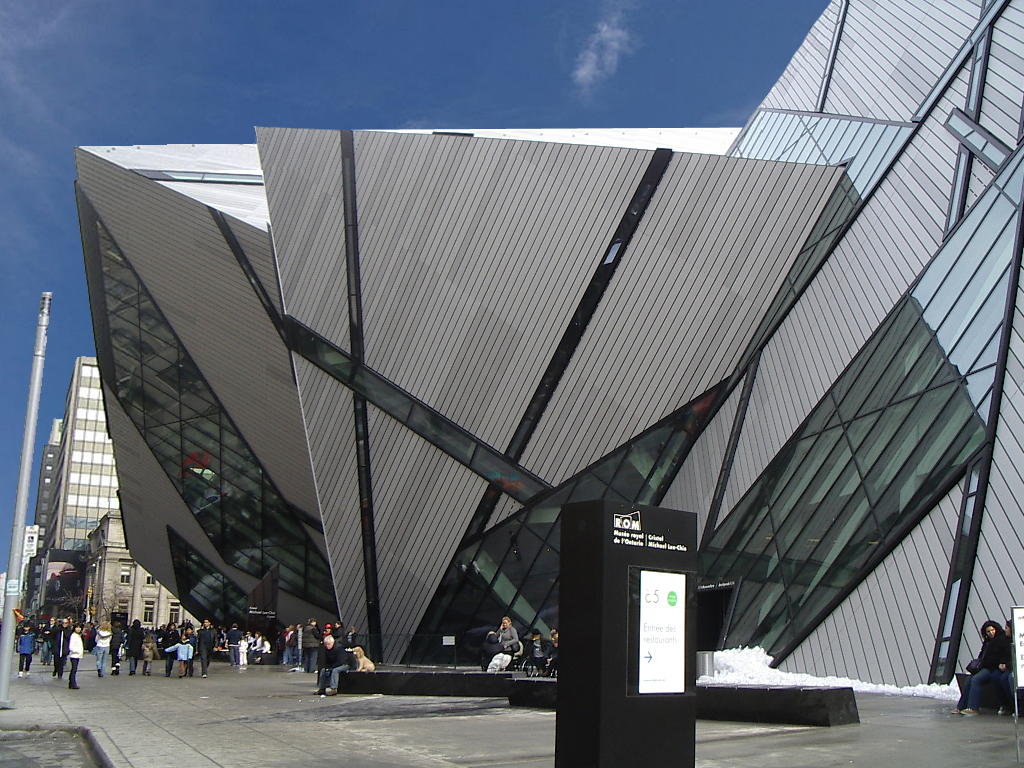
拡張工事により追加された部分（Michael Lee-Chinクリスタル）

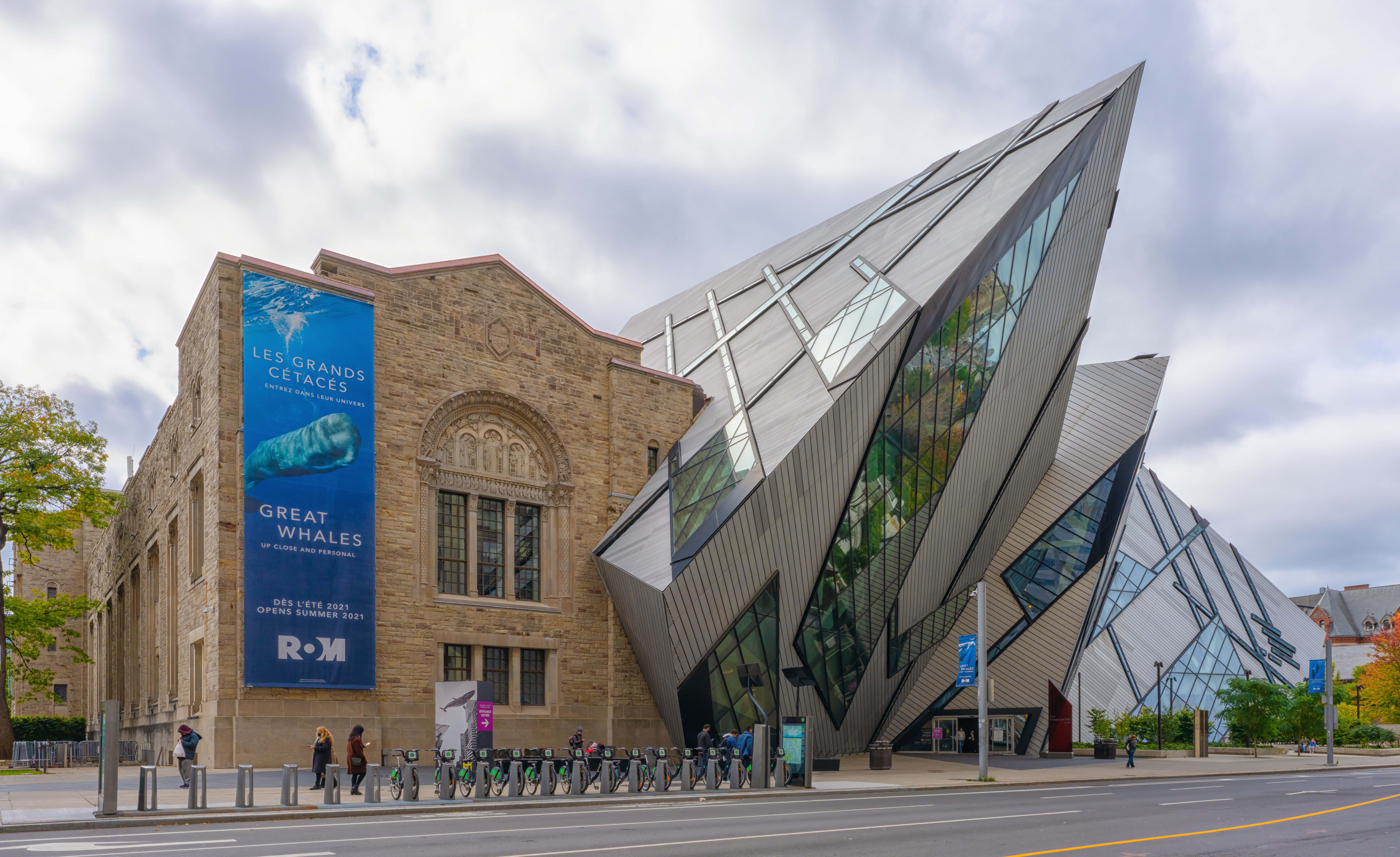
博物館

ロイヤル・オンタリオ博物館（ロイヤルオンタリオはくぶつかん、英：Royal Ontario Museum、愛称：ROM、王立オンタリオ博物館）は、カナダのトロントにある世界的に知られた博物館。北米では5番目に大きな博物館になる。
1912年4月16日に建物が完成し、1914年3月19日に開館した。1955年まではトロント大学により運営され、現在は独立の機関として運営されている。博物館は、クイーンズ・パークとトロント大学のそばにある。恐竜の化石、中近東の美術、アフリカ美術、東アジアの美術、ヨーロッパ史、カナダの歴史と文化、生物の種の多様性、考古学などの収集品で知られている。博物館内に所蔵されている分量に対して建物の規模が小さく、展示面積が十分でないことから、館内で見られるものは全体のほんの一部にすぎない。
2003年から、ダニエル・リベスキンドの設計による「ルネッサンスROM」と呼ばれるプロジェクトが進められ、大規模な拡張・改修工事が行われた。拡張スペースは斬新なデザインでユニークなものになっている。2005年12月、プロジェクトの第1段階が完成し、新しい展示エリアがオープン。「高円宮ギャラリー（Prince Takamado Gallery of Japan）」と名付けられた日本関連の常設展示ほか、中国、韓国など、アジア地域の新しい展示エリアも併設してオープンした。2007年6月に拡張・改修工事は完了した。
2020年12月1日、スティーブン・W・ボウマン理事長が令和2年度外務大臣表彰を受賞。